# Hemipteleja Davida

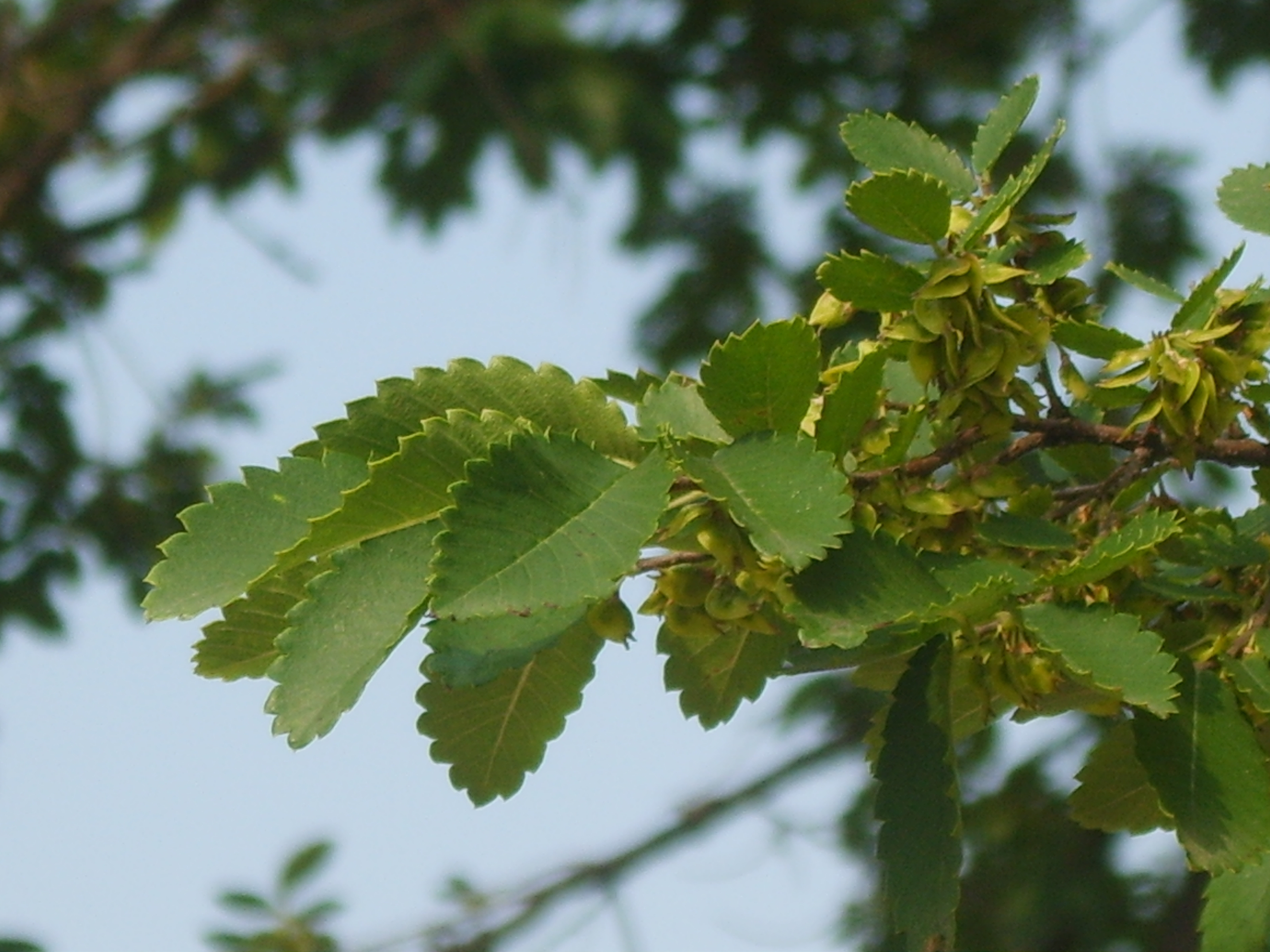
Liście i owoce

Hemipteleja Davida (Hemiptelea davidii (Hance) Planch.) – gatunek rośliny z monotypowego rodzaju hemipteleja z rodziny wiązowatych. Występuje w środkowych, wschodnich i północnych Chinach (prowincje i regiony: Anhui, Gansu, Kuangsi, Hebei, Heilongjiang, Henan, Hubei, Hunan, Jiangsu, Jiangxi, Jilin, Liaoning, Mongolia Wewnętrzna, Ningxia, Shaanxi, Szantung, Zhejiang) oraz na Półwyspie Koreańskim. Ślady kopalne dowodzą występowania roślin z tego rodzaju także w Japonii w plejstocenie i w Polsce w neogenie.
Rośliny te rosną na obszarach poniżej 2000 m n.p.m., w miejscach jałowych i kamienistych, na zboczach wzgórz, na przytorzach, także sadzone są przy zabudowaniach. Często tworzą gęste, cierniste i trudne do przebycia zarośla. Kwitnienie następuje w kwietniu i maju, owoce dojrzewają we wrześniu i październiku.
Gatunek w Chinach sadzony jest w formie obronnych żywopłotów wokół domostw. Twarde drewno służy do wyrobu różnych narzędzi i przyborów kuchennych. Włókna łykowe wykorzystywane są jako surowiec do wytwarzania sztucznego jedwabiu i worków. Z młodych liści sporządza się napój, a z nasion pozyskuje olej. Do Europy gatunek został sprowadzony w 1899 (najpierw trafił do Francji, w 1908 do Anglii, w 1935 do Polski). Opisywany jest jako gatunek bez wartości dekoracyjnej, jednak bywa sadzony jako roślina ozdobna. Ze względu na małe wymagania gatunek jest ceniony w Chinach jako nadający się do zalesień terenów suchych, w tym pustyń. Ze względu na dużą zawartość flawonoidów jest też potencjalnie cenną rośliną dla zastosowań medycznych.
Nazwa rodzajowa oznacza „pół-wiąz” w języku greckim (ημι-πτελεα) ze względu na oskrzydlenie tylko w połowie owoców, poza tym nieco przypominających owoce wiązu. Nazwa gatunkowa upamiętnia Armanda Davida, francuskiego misjonarza i badacza przyrody Chin.

## Morfologia
PokrójKrzewy i małe drzewa osiągające do 10 m wysokości (w uprawie w Europie Środkowej zwykle do 3 m), tworzące odrosty korzeniowe. Kora jest ciemnoszara do szarobrązowej. Młodsze pędy szarobrązowe do brązowofioletowych, odstająco, gęsto owłosione, z licznymi jasnymi przetchlinkami. Choć cienkie, są sztywne i cierniste (ciernie osiągają 2 do 10 cm długości). Pączki są drobne, jajowate i zwykle powstają po trzy w kątach liści.
LiścieSkrętoległe, ułożone na pędach w dwóch rzędach. Przylistki eliptyczne do lancetowatych długości 3–4 mm. Ogonek liściowy jest owłosiony i osiąga 3–5 mm długości. Blaszka liściowa eliptyczna (2-) 4–7 × 1,5–3 cm, z 8–12 parami nerwów i taką samą liczbą dużych, tępych ząbków wzdłuż brzegów. Wierzchołek blaszki ostry do tępego, nasada sercowata do zaokrąglonej. Z wierzchu blaszka nieco szorstka, z drobnymi włoskami, z czasem łysiejąca, ale po włoskach zostają wgłębienia. Od spodu rzadkie włoski tylko na żyłkach przewodzących.
KwiatyDrobne, obupłciowe, rozwijają się wraz z liśćmi. Wyrastają pojedynczo lub zebrane po 2–4 w kątach liści na młodych pędach. Listki okwiatu w liczbie 4 lub 5. Pręciki w takiej samej liczbie. Zalążnia jednokomorowa, bocznie spłaszczona.
OwoceSpłaszczone orzeszki długości ok. 6 mm, w górnej części z wąskim skrzydełkiem przypominającym grzebień hełmu.

## Systematyka
Jeden z rodzajów z rodziny wiązowatych (Ulmaceae). Blisko spokrewniony z roślinami z rodzaju brzostownica Zelkova i wiąz Ulmus. Brzostownica ma zresztą bardzo podobne liście, różni się brakiem cierni i odmienną budową owoców.

## Uprawa
Gatunek dość mrozoodporny, by mógł być uprawiany w Europie Środkowej, może być uprawiany w 7 strefie mrozoodporności (zachodnia Polska), pędy nadziemne przemarzają podczas bardzo surowych zim. Najlepiej rośnie w miejscach słonecznych, nie wymaga osłon przed wiatrem i jest tolerancyjny wobec różnych warunków glebowych – jest odporny na susze i zasolenie. Podatny jest jednak na holenderską chorobę wiązu.
Pozyskiwane w Polsce nasiona nie kiełkują. Roślina rozmnażana jest ze sprowadzanych z Azji nasion lub za pomocą odrostów, odkładów oraz w wyniku szczepienia na podkładkach z wiązu pospolitego.